# Siergiej Morozow (kolarz)
Siergiej Anatoljewicz Morozow (ros. Сергей Анатольевич Морозов, ur. 29 września 1951 w Leningradzie, zm. 28 kwietnia 2001 w Petersburgu) – rosyjski kolarz szosowy reprezentujący ZSRR, srebrny medalista mistrzostw świata.

## Kariera
Największy sukces w karierze Siergiej Morozow osiągnął w 1977 roku, kiedy zdobył srebrny medal w wyścigu ze startu wspólnego amatorów podczas mistrzostw świata w San Cristóbal. W zawodach tych wyprzedził go jedyne Włoch Claudio Corti, a trzecie miejsce zajął inny włoski kolarz - Salvatore Maccali. Był to jednak jedyny medal wywalczony przez Morozowa na międzynarodowej imprezie tej rangi. Ponadto w 1979 roku zwyciężył w klasyfikacji generalnej wyścigu Kroz Jugoslaviju, a w 1976 roku wygrał klasyfikację górską Wyścigu Pokoju. W klasyfikacji górskiej zwyciężał także w Tour de l’Avenir w latach 1978 i 1979 oraz w Vuelta a Cuba w 1980 roku. Dwukrotnie zdobywał srebrne medale mistrzostw ZSRR w wyścigu ze startu wspólnego amatorów: w 1972 i 1976 roku. Nigdy nie wziął udziału w igrzyskach olimpijskich.